# 鎖龍蛇
鎖龍蛇（さりゅうだ、鎖竜蛇）は、分銅鎖に分類されるもので捕具である。鎖熊手とも称す。全長は8尺。片側に四つ鈎の分銅が付いていて反対側に小丸銅が付いている。鉤をひっかけることでからめ捕りに使用された。江戸時代には捕り物においても使われた他、暗器としても用いられた。